# New Providence
New Providence je nejlidnatějším z bahamských ostrovů. Žije na něm více než 70% bahamské populace. Na tomto ostrově se též nachází hlavní město státu Nassau.

## Historie
Název ostrovu dal jeho guvernér v 16. století jako výraz poděkování Boží prozřetelnosti za to, že zde přežil ztroskotání lodi. Dlouho patřil k hlavním základnám pirátů, turistickou atrakcí je věž, v níž údajně sídlil Černovous. Roku 1670 zde založili Angličané osadu Charles-Town, roku 1695 přejmenovanou na Nassau na počest Oranžsko-nasavské dynastie. Roku 1718 byl ostrov připojen ke Spojenému království, od roku 1973 je součástí nezávislého bahamského státu. V období prohibice v USA ostrov proslul jako místo, odkud se do Států ve velkém pašoval alkohol.

## Ekonomika
Ekonomika ostrova je založena primárně na turistickém ruchu, kromě pláží ke koupání a opalování nabízí New Providence a sousední ostrůvek Paradise Island také množství kasin. Rozšířeno je také pěstování tropického ovoce, výroba rumu, rybolov a sběr mořské soli.